# The Journal of Modern History
The Journal of Modern History és una important revista americana per a l'estudi de la història intel·lectual, política i cultural europea. Fundada el 1927, és de publicació trimestral, i està editada per la University of Chicago Press, en cooperació amb la secció d'Història Moderna d'Europa de l'American Historical Association. La revista explora els esdeveniments i els moviments en països específics, i tracta qüestions més àmplies que afecten els llocs i moments particulars. Així, aquesta publicació ha tractat esdeveniments des d'aproximadament el 1500 fins al present, amb un àmbit geogràfic que s'estén des del Regne Unit a través de tot el continent europeu, incloent Rússia i els Balcans.